# Metropolia riazańska
Metropolia riazańska – jedna z metropolii Rosyjskiego Kościoła Prawosławnego. W jej skład wchodzą trzy eparchie: eparchia riazańska, eparchia kasimowska oraz eparchia skopińska.
Erygowana przez Święty Synod Rosyjskiego Kościoła Prawosławnego w październiku 2011.

## Metropolici riazańscy
- Paweł (Ponomariow)[2][3]
- Beniamin (Zaricki)[3][4]
- Marek (Gołowkow), od 2015[4]